# Herbita declinata
Herbita declinata là một loài bướm đêm trong họ Geometridae.